# Podabrus fragiliformis
Podabrus fragiliformis es una especie de coleóptero de la familia Cantharidae.

## Distribución geográfica
Habita en Corea del sur.